# Rotondi
Rotondi är en ort och kommun i provinsen Avellino i regionen Kampanien i Italien. Kommunen hade 3 654 invånare (2017).